# Parasomnia (Album)
Parasomnia ist das sechzehnte Studioalbum der amerikanischen Progressive-Metal-/Progressive-Rock-Band Dream Theater. Es wurde am 7. Februar 2025 von InsideOut Music veröffentlicht und ist das erste Album nach der Rückkehr von Schlagzeuger und Gründungsmitglied Mike Portnoy.

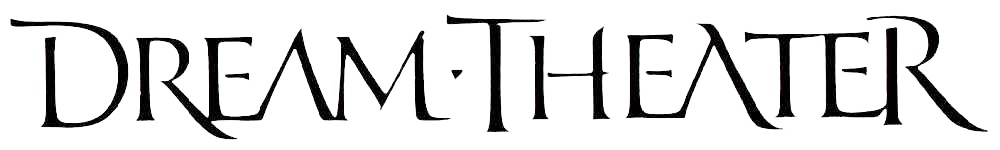
Logo von Dream Theater

## Entstehung
Am 25. Oktober 2023 gab Dream Theater bekannt, dass sie sich wegen Portnoys Rückkehr von ihrem Drummer Mike Mangini trennen werde. In einem gemeinsamen Interview mit dem Rolling Stone sagte Portnoy dazu: „Ich möchte nicht zu philosophisch werden, aber wir werden alle älter. Wir sind jetzt in unseren 50ern und 60ern. Man beginnt, sich Gedanken über die Realität zu machen: „Wie viel Zeit bleibt uns noch?“ Ich würde es hassen, wenn dies zu einer Roger-Waters-Pink-Floyd- oder Peter-Gabriel-mit-Genesis-Situation werden würde, in der die Fans es wollen, aber es nie passiert.“
Die Aufnahmen starteten im Februar 2024 und endeten im Juli desselben Jahres. Am 10. Oktober 2024 erfolgte eine erste Single-Auskopplung mit dem Titel Night Terror. A Broken Man und Midnight Messiah folgten als zweite und dritte Single.

## Hintergrund
Das Album ist ein Konzeptalbum über Schlafstörungen, sogenannte Parasomnien.
Behandelt werden Alpträume (Night Terror, A Broken Man), Schlafparalyse (Bend the Clock, The Shadow Man Incident), Schlafwandeln (Midnight Messiah) und die REM-Schlaf-Verhaltensstörung (Dead Asleep).

## Besetzung
- Gitarre: John Petrucci
- Keyboard: Jordan Rudess
- Gesang: James Labrie
- Bass: John Myung
- Schlagzeug: Mike Portnoy

## Titel
Die Musik aller Songs wurden von John Petrucci, John Myung, Jordan Rudess, James LaBrie and Mike Portnoy geschrieben. Songtext wie in der Tabelle angegeben.
| Nr. | Titel                              | Autor(en)      | Länge |
| --- | ---------------------------------- | -------------- | ----- |
| 1.  | In the Arms of Morpheus – Overture | (Instrumental) | 5:22  |
| 2.  | Night Terror                       | John Petrucci  | 9:55  |
| 3.  | A Broken Man                       | James LaBrie   | 8:29  |
| 4.  | Dead Asleep                        | John Petrucci  | 11:06 |
| 5.  | Midnight Messiah                   | Mike Portnoy   | 7:58  |
| 6.  | Are we Dreaming? – Interlude       | (Instrumental) | 1:28  |
| 7.  | Bend the Clock                     | James LaBrie   | 7:24  |
| 8.  | The Shadow Man Incident            | John Petrucci  | 19:32 |

## Rezeption
Das Album erhielt überwiegend positive Kritiken. David Thees von MoreCore sieht Dream Theater auf dem Album in gewöhnter Höchstform. Michael Edele von Laut.de findet, dass die Band weiterhin auf einem ganz eigenen Niveau musiziert und komponiert und beeindruckende spielerische Eskapaden aufweist. Matthias Mineur merkt bei Metal Hammer an, dass Gitarrist John Petrucci auf dem Album ein ganzes Arsenal von derben und düster doomigen Gitarren-Riffs abliefert, die kombiniert mit Portnoys furchteinflößender Doublebass-Genauigkeit zu den härtesten der gesamten Dream-Theater-Historie zählen. André Schuder wiederum moniert auf den Babyblauen Seiten, dass die Band mit diesem Album im Großen und Ganzen nur ihren eigenen Sound verwaltet, es ansonsten aber wenig Erwähnenswertes über das Album zu berichten gebe.

## Chartplatzierungen
| ChartsChartplatzierungen       | Höchstplatzierung | Wochen |
| ------------------------------ | ----------------- | ------ |
| Deutschland (GfK)              | 3 (4 Wo.)         | 4      |
| Österreich (Ö3)                | 4 (4 Wo.)         | 4      |
| Schweiz (IFPI)                 | 2 (5 Wo.)         | 5      |
| Vereinigte Staaten (Billboard) | 41 (1 Wo.)        | 1      |
| Vereinigtes Königreich (OCC)   | 23 (1 Wo.)        | 1      |

Darüber hinaus belegte das Album Platz eins der Deutschen Rock- und Metalcharts.